# Asa Bafaqih
Asa Bafaqih (14 tháng 12 năm 1918  –    11 tháng 12 năm 1978) là một nhà báo, nhà ngoại giao và chính trị gia người Indonesia. Ông được biết đến nhiều nhất với vai trò là tổng biên tập của hãng thông tấn Antara và tờ báo Pemandangan. Ông cũng từng là đại sứ của Indonesia tại Sri Lanka và Algeria.

## Tiểu sử
Bafaqih sinh ra tại Tanah Abang, Batavia (nay là Jakarta) vào ngày 14 tháng 12 năm 1918. Ông theo học tại trường tư thục Hồi giáo Jamiat Kheir.

## Sự nghiệp
Ban đầu là một giáo viên nghiên cứu tôn giáo, Bafaqih bắt đầu sự nghiệp báo chí của mình bằng cách dịch các bài báo tiếng Ả Rập sang tiếng Mã Lai cho nhật báo Pemandangan. Ông cũng trở thành một nhà văn tự do cho cả Pemandangan và tạp chí hàng tuần Pandji. Sau khi Pemandangan bị chính quyền Hà Lan phạt, Bafaqih chuyển đến hãng thông tấn Dōmei của Nhật Bản để làm biên tập viên. Ông vẫn là một biên tập viên vào thời điểm Indonesia tuyên bố độc lập. Vài giờ trước khi sự kiện diễn ra, nhà báo đồng nghiệp Adam Malik đã liên lạc với Bafaqih để đưa ra một văn bản tuyên bố, và Bafaqih đã chuyển nó cho một đồng nghiệp khác để truyền đi khắp quần đảo mà không bị các nhà kiểm duyệt Nhật Bản phát hiện. Sau khi Indonesia độc lập, chi nhánh Dōmei trở thành Antara, và Bafaqih làm việc ở đó với tư cách là tổng biên tập. Ông điều hành văn phòng Jakarta của cơ quan này khi trụ sở chính của nó chuyển đến Yogyakarta vào năm 1946, cùng với Mochtar Lubis. Ít lâu sau Antara bị đóng cửa sau Chiến dịch Kraai năm 1948, trong thời gian đó Bafaqih làm việc tại tờ báo dân tộc chủ nghĩa Merdeka.
Vào ngày 18 tháng 3 năm 1953, Pemandangan, một tờ báo do Bafaqih làm  chủ bút, đã xuất bản một bài xã luận cho rằng một số công ty đã nhận được thông tin liên quan đến việc đầu tư nước ngoài. Bafaqih sau đó bị buộc tội làm rò rỉ bí mật quốc gia và bị đưa ra xét xử. Theo đạo đức của nhà báo, Bafaqih từ chối tiết lộ người cung cấp thông tin của mình và thay vào đó nhận toàn bộ trách nhiệm. Các nhà báo khác, được tập bởi đồng nghiệp cũ của ông ấy tại Antara Mochtar Lubis, đã phát động một cuộc biểu tình thu hút khoảng 1.000 nhà báo và những người ủng hộ, cùng với một ban nhạc gồm lính cứu hỏa để khuấy động đám đông.  Cuối cùng, Tổng chưởng lý Soeprapto đã bác bỏ cáo buộc, với lý do rằng định nghĩa "bí mật quốc gia" không rõ ràng.
Bafaqih sau đó trở thành thành viên của Hội đồng Đại diện Nhân dân Tương trợ (DPR-GR) đại diện cho cả các nhà báo và Nahdlatul Ulama. Ông được bổ nhiệm làm đại sứ Indonesia tại Sri Lanka, nơi ông làm việc trong 4 năm từ năm 1960 đến năm 1964. Sau đó, ông được bổ nhiệm làm đại sứ tại Algeria một năm. Trong năm 1956, một loạt bài viết của Bafaqih được đăng trên tạp chí Tokyo, trong đó ông kể lại chuyến thăm Cộng hòa Nhân dân Trung Hoa vào tháng 10 năm 1954 và ghi nhận cuộc đàn áp người Hồi giáo ở Trung Quốc. Ông cũng đã xuất bản một cuốn sách dựa trên chuyến thăm đó, có tựa đề RRT dari Luar dan Dalam (Cộng hòa Nhân dân Trung Hoa từ Bên ngoài và Bên trong).
Ông mất ở Surakarta, Trung Java, vào ngày 11 tháng 12 năm 1978 trong một lần thực hiện nhiệm vụ báo chí.